# Parafia Przemienienia Pańskiego w Nowym Jorku
Parafia Przemienienia Pańskiego – parafia Kościoła Prawosławnego w Ameryce w Nowym Jorku, w dzielnicy Brooklyn.

## Historia
Parafia została powołana przez ukraińskich emigrantów z Galicji, którzy ze względu na niskie ceny wynajmu osiedlali się na terenie Brooklynu. Początkowo nabożeństwa prawosławne były odprawiane w prywatnym domu L. Tarasa. Następnie Ukraińcy zebrali pieniądze na wynajem opuszczonego budynku kościoła metodystycznego, który zaadaptowali na cerkiew św. Włodzimierza. W 1908 została formalnie powołana parafia; pierwsza Święta Liturgia w nowym miejscu została odprawiona przez późniejszego świętego, ks. Aleksandra Chotowickiego, 6 kwietnia tego samego roku. Na proboszcza został wyznaczony kapłan pracujący do tej pory w Kanadzie, ks. Teofan Buketoff. Liczba parafian systematycznie wzrastała, co skłoniło ich do rozpoczęcia zbiórki pieniędzy na budowę nowej cerkwi. W 1916 rozpoczęły się prace budowlane nad pięciokopułową cerkwią wzorowaną na świątyniach moskiewskiego Kremla, zaprojektowaną przez Louisa Allmendigera. Łączny koszt jej wzniesienia miał wynieść 117 tys. dolarów. 
Z powodu niedoborów materiałów i niedoszacowania budowy, prace uległy nieprzewidzianemu opóźnieniu. W 1919 parafia sprzedała budynek dotychczasowej cerkwi, zaś nabożeństwa były odprawiane w niedokończonej nowej świątyni. Ostatecznie obiekt udało się ukończyć i wyposażyć dzięki dodatkowym ofiarom prywatnym (koszt wzrósł o 20 tys. dolarów). Nowa świątynia otrzymała wezwanie Przemienienia Pańskiego, z dwoma ołtarzami bocznymi św. Włodzimierza i Opieki Matki Bożej. Do cerkwi przeniesiony ikonostas używany w dawnej świątyni parafialnej, który rozszerzono o dodatkowe wizerunki świętych. Gotową cerkiew poświęcił 3 września 1922 metropolita Platon (Rożdiestwienski).
Parafia przeżywała poważne trudności finansowe w czasie Wielkiego Kryzysu; dopiero w październiku 1950 spłaciła całe zaciągnięte dawniej zadłużenie. Wcześniej, w 1932, jej cerkiew uzyskała status soboru. Począwszy od 1946 językiem liturgicznym parafii był angielski (od 1953 język cerkiewnosłowiański ponownie funkcjonuje jako drugi). Od 1949 prowadzona jest w niej szkoła niedzielna.